# Zuidoost-Aziatisch kampioenschap voetbal 2016
De AFF Suzuki Cup 2016 is de 11de editie van het Zuidoost-Aziatisch kampioenschap voetbal. Het toernooi werd gehouden in Myanmar en de Filipijnen in december 2016. Thailand won het toernooi door over twee wedstrijden in de finale te winnen van Indonesië. Thailand won dit toernooi voor vijfde keer.

## Kwalificatietoernooi
Het kwalificatietoernooi werd gehouden in het nationale stadion van Cambodja, in de stad Phnom Penh. De wedstrijden werden gespeeld van 15 oktober tot en met 21 oktober 2016. Cambodja won alle wedstrijden waardoor dat land zich plaatst voor het hoofdtoernooi.

Gekwalificeerde landen
Gekwalificeerd
Niet gekwalificeerd
Geen deelname
Geen lid van de AFF

Stadion
| Phnom Penh                                    |
| --------------------------------------------- |
| Cambodja Nationaal Stadion Capaciteit: 50.000 |
| · Phnom Penh                                  |

Stand
| Land       | Wed | Win | Gel | Ver | DV | DT | +/- | Pnt |
| ---------- | --- | --- | --- | --- | -- | -- | --- | --- |
| Cambodja   | 3   | 3   | 0   | 0   | 8  | 3  | +5  | 9   |
| Laos       | 3   | 2   | 0   | 1   | 7  | 6  | +1  | 6   |
| Brunei     | 3   | 1   | 0   | 2   | 5  | 8  | –3  | 3   |
| Oost-Timor | 3   | 0   | 0   | 3   | 4  | 7  | –3  | 0   |

Wedstrijden
|                                                  |                    |       |            |                                                                        |
| 15 oktober 2016 «onderlinge duels» 15:30 (UTC+7) | Brunei             | 2 – 1 | Oost-Timor | Cambodja Nationaal Stadion, Phnom Penh Scheidsrechter: Sherzod Kasimov |
| 15 oktober 2016 «onderlinge duels» 15:30 (UTC+7) | Adi 22' Shafie 28' |       | Rufino 11' | Cambodja Nationaal Stadion, Phnom Penh Scheidsrechter: Sherzod Kasimov |

|                                                  |                                  |       |                |                                                                      |
| 15 oktober 2016 «onderlinge duels» 18:30 (UTC+7) | Cambodja                         | 2 – 1 | Laos           | Cambodja Nationaal Stadion, Phnom Penh Scheidsrechter: Ahmad Ibrahim |
| 15 oktober 2016 «onderlinge duels» 18:30 (UTC+7) | Mony Udom 43' (pen.) Chhoeun 81' |       | Souksavath 52' | Cambodja Nationaal Stadion, Phnom Penh Scheidsrechter: Ahmad Ibrahim |

|                                                  |             |       |                                       |                                                                          |
| 18 oktober 2016 «onderlinge duels» 15:30 (UTC+7) | Oost-Timor  | 1 – 2 | Laos                                  | Cambodja Nationaal Stadion, Phnom Penh Scheidsrechter: Yaqoub Al-Hammadi |
| 18 oktober 2016 «onderlinge duels» 15:30 (UTC+7) | Ricardo 79' |       | Syvilay 41' (pen.) Vongchiengkham 85' | Cambodja Nationaal Stadion, Phnom Penh Scheidsrechter: Yaqoub Al-Hammadi |

|                                                  |        |                          |          |                                                                     |
| 18 oktober 2016 «onderlinge duels» 18:30 (UTC+7) | Brunei | 0 – 3                    | Cambodja | Cambodja Nationaal Stadion, Phnom Penh Scheidsrechter: Lao Fong Hei |
| 18 oktober 2016 «onderlinge duels» 18:30 (UTC+7) |        | Udom 6', 43' Sokpheng 9' |          | Cambodja Nationaal Stadion, Phnom Penh Scheidsrechter: Lao Fong Hei |

|                                                  |                                                 |       |                                       |                                                       |
| 21 oktober 2016 «onderlinge duels» 18:30 (UTC+7) | Laos                                            | 4 – 3 | Brunei                                | RSN Stadium, Phnom Penh Scheidsrechter: Ahmad Ibrahim |
| 21 oktober 2016 «onderlinge duels» 18:30 (UTC+7) | Vongchiengkham 45' Syvilay 51' (pen.), 57', 76' |       | Adi 36' Faiq 67' (pen.) Razimie 90+3' | RSN Stadium, Phnom Penh Scheidsrechter: Ahmad Ibrahim |

|                                                  |                            |       |                               |                                                                        |
| 21 oktober 2016 «onderlinge duels» 18:30 (UTC+7) | Cambodja                   | 3 – 2 | Oost-Timor                    | Cambodja Nationaal Stadion, Phnom Penh Scheidsrechter: Sherzod Kasimov |
| 21 oktober 2016 «onderlinge duels» 18:30 (UTC+7) | Dina 2' Vathanaka 17', 78' |       | Anggisu 20' (pen.) Nelson 36' | Cambodja Nationaal Stadion, Phnom Penh Scheidsrechter: Sherzod Kasimov |

## Stadions
Op 21 december 2013 maakte de ASEAN Football Federation bekend dat het toernooi zal worden gehouden in de Filipijnen en Myanmar. 
| Yangon ( Myanmar)    | Yangon ( Myanmar)  | Bocaue ( Filipijnen)    | Manilla ( Filipijnen)  |
| -------------------- | ------------------ | ----------------------- | ---------------------- |
| Thuwunna YTC Stadion | Aung San Stadion   | Philippine Sportstadion | Rizal Memorial Stadion |
| Capaciteit: 32.000   | Capaciteit: 40.000 | Capaciteit: 25.000      | Capaciteit: 15.000     |
|                      |                    |                         |                        |

## Scheidsrechters
- Jarred Gillett (Australië)
- Fu Ming (China)
- Hiroyuki Kimura (Japan)
- Kazuki Ito (Japan)

- Adham Makhadmeh (Jordanië)
- Yaqoob Abdul Baki (Oman)
- Kim Dong-jin (Zuid-Korea)
- Masoud Tufaylieh (Syrië)

- Çarymyrat Kurbanow (Turkmenistan)
- Aziz Asimov (Oezbekistan)
- Valentin Kovalenko (Oezbekistan)
- Ilgiz Tantashev (Oezbekistan)

## Deelnemende teams
Acht teams doen mee aan het hoofdtoernooi. 2 landen zijn automatisch geplaatst, de gastlanden Filipijnen en Myanmar. 
| Land                            | Deelname | Beste resultaat                  |
| ------------------------------- | -------- | -------------------------------- |
| Cambodja (kwalificatietoernooi) | 6e       | Groepsfase                       |
| Indonesië                       | 11e      | Tweede                           |
| Maleisië                        | 11e      | Winnaar (2010)                   |
| Myanmar                         | 11e      | Vierde                           |
| Filipijnen                      | 10e      | Halve finale                     |
| Singapore                       | 11e      | Winnaar (1998, 2004, 2007, 2012) |
| Thailand                        | 11e      | Winnaar (1996, 2000, 2002, 2014) |
| Vietnam                         | 11e      | Winnaar (2008)                   |

## Groepsfase

### Groep A
| Land       | Wed | Win | Gel | Ver | DV | DT | +/- | Pnt |
| ---------- | --- | --- | --- | --- | -- | -- | --- | --- |
| Thailand   | 3   | 3   | 0   | 0   | 6  | 2  | +4  | 9   |
| Indonesië  | 3   | 1   | 1   | 1   | 6  | 7  | –1  | 4   |
| Filipijnen | 3   | 0   | 2   | 1   | 2  | 3  | –1  | 2   |
| Singapore  | 3   | 0   | 1   | 2   | 1  | 3  | –2  | 1   |

|                                                  |                                      |       |                    |                                                                                        |
| 19 november 2016 «onderlinge duels» 16:30 (UTC+8 | Thailand                             | 4 – 2 | Indonesië          | Philippine Sportstadion, Bocaue Toeschouwers: 1.153 Scheidsrechter: Valentin Kovalenko |
| 19 november 2016 «onderlinge duels» 16:30 (UTC+8 | Peerapat 5' Teerasil 36', 79', 90+4' |       | Boaz 53' Lerby 56' | Philippine Sportstadion, Bocaue Toeschouwers: 1.153 Scheidsrechter: Valentin Kovalenko |

|                                                   |            |       |           |                                                                                      |
| 19 november 2016 «onderlinge duels» 20:00 (UTC+8) | Filipijnen | 0 – 0 | Singapore | Philippine Sportstadion, Bocaue Toeschouwers: 4.339 Scheidsrechter: Masoud Tufaylieh |
| 19 november 2016 «onderlinge duels» 20:00 (UTC+8) |            |       |           | Philippine Sportstadion, Bocaue Toeschouwers: 4.339 Scheidsrechter: Masoud Tufaylieh |

|                                                   |             |       |           |                                                                                   |
| 22 november 2016 «onderlinge duels» 16:30 (UTC+8) | Thailand    | 1 – 0 | Singapore | Philippine Sportstadion, Bocaue Toeschouwers: 359 Scheidsrechter: Arumughan Rowan |
| 22 november 2016 «onderlinge duels» 16:30 (UTC+8) | Sarawut 89' |       |           | Philippine Sportstadion, Bocaue Toeschouwers: 359 Scheidsrechter: Arumughan Rowan |

|                                                   |                       |       |                                   |                                                                                  |
| 22 november 2016 «onderlinge duels» 20:00 (UTC+8) | Indonesië             | 2 – 2 | Filipijnen                        | Philippine Sportstadion, Bocaue Toeschouwers: 2.068 Scheidsrechter: Yu Ming-hsun |
| 22 november 2016 «onderlinge duels» 20:00 (UTC+8) | Fachrudin 7' Boaz 68' |       | Bahadoran 31' P. Younghusband 82' | Philippine Sportstadion, Bocaue Toeschouwers: 2.068 Scheidsrechter: Yu Ming-hsun |

|                                                   |             |       |                        |                                                                                    |
| 25 november 2016 «onderlinge duels» 20:00 (UTC+8) | Singapore   | 1 – 2 | Indonesië              | Rizal Memorial Stadion, Manilla Toeschouwers: 467 Scheidsrechter: Masoud Tufaylieh |
| 25 november 2016 «onderlinge duels» 20:00 (UTC+8) | Khairul 27' |       | Andik 62' Lilipaly 85' | Rizal Memorial Stadion, Manilla Toeschouwers: 467 Scheidsrechter: Masoud Tufaylieh |

|                                                   |            |             |          |                                                                                        |
| 25 november 2016 «onderlinge duels» 20:00 (UTC+8) | Filipijnen | 0 – 1       | Thailand | Philippine Sportstadion, Bocaue Toeschouwers: 3.185 Scheidsrechter: Valentin Kovalenko |
| 25 november 2016 «onderlinge duels» 20:00 (UTC+8) |            | Sarawut 81' |          | Philippine Sportstadion, Bocaue Toeschouwers: 3.185 Scheidsrechter: Valentin Kovalenko |

### Groep B
| Land     | Wed | Win | Gel | Ver | DV | DT | +/- | Pnt |
| -------- | --- | --- | --- | --- | -- | -- | --- | --- |
| Vietnam  | 3   | 3   | 0   | 0   | 5  | 2  | +3  | 9   |
| Myanmar  | 3   | 2   | 0   | 1   | 5  | 3  | +2  | 6   |
| Maleisië | 3   | 1   | 0   | 2   | 3  | 4  | –1  | 3   |
| Cambodja | 3   | 0   | 0   | 3   | 4  | 8  | –4  | 0   |

|                                                      |                           |       |                   |                                                                                  |
| 20 november 2016 «onderlinge duels» 15:00 (UTC+6:30) | Maleisië                  | 3 – 2 | Cambodja          | Thuwunna YTC Stadion, Yangon Toeschouwers: 576 Scheidsrechter: Yaqoob Abdul Baki |
| 20 november 2016 «onderlinge duels» 15:00 (UTC+6:30) | Syazwan 37' Amri 69', 80' |       | Vathanaka 8', 59' | Thuwunna YTC Stadion, Yangon Toeschouwers: 576 Scheidsrechter: Yaqoob Abdul Baki |

|                                                      |              |       |                    |                                                                                   |
| 20 november 2016 «onderlinge duels» 18:00 (UTC+6:30) | Myanmar      | 1 – 2 | Vietnam            | Thuwunna YTC Stadion, Yangon Toeschouwers: 28.040 Scheidsrechter: Hiroyuki Kimura |
| 20 november 2016 «onderlinge duels» 18:00 (UTC+6:30) | Aung Thu 73' |       | Quyết 24' Vinh 80' | Thuwunna YTC Stadion, Yangon Toeschouwers: 28.040 Scheidsrechter: Hiroyuki Kimura |

|                                                      |          |           |         |                                                                                      |
| 23 november 2016 «onderlinge duels» 15:00 (UTC+6:30) | Maleisië | 0 – 1     | Vietnam | Thuwunna YTC Stadion, Yangon Toeschouwers: 2.542 Scheidsrechter: Charymurat Kurbanov |
| 23 november 2016 «onderlinge duels» 15:00 (UTC+6:30) |          | Hoàng 80' |         | Thuwunna YTC Stadion, Yangon Toeschouwers: 2.542 Scheidsrechter: Charymurat Kurbanov |

|                                                      |            |       |                                   |                                                                                |
| 23 november 2016 «onderlinge duels» 18:00 (UTC+6:30) | Cambodja   | 1 – 3 | Myanmar                           | Thuwunna YTC Stadion, Yangon Toeschouwers: 15.236 Scheidsrechter: Kim Dong-jin |
| 23 november 2016 «onderlinge duels» 18:00 (UTC+6:30) | Suhana 14' |       | Zaw Min Tun 36', 40' Aung Thu 56' | Thuwunna YTC Stadion, Yangon Toeschouwers: 15.236 Scheidsrechter: Kim Dong-jin |

|                                                      |                          |       |             |                                                                            |
| 26 november 2016 «onderlinge duels» 18:00 (UTC+6:30) | Vietnam                  | 2 – 1 | Cambodja    | Aung San Stadion, Yangon Toeschouwers: 685 Scheidsrechter: Hiroyuki Kimura |
| 26 november 2016 «onderlinge duels» 18:00 (UTC+6:30) | Vinh 20' Tola 50' (e.d.) |       | Polroth 65' | Aung San Stadion, Yangon Toeschouwers: 685 Scheidsrechter: Hiroyuki Kimura |

|                                                      |                |       |          |                                                                                     |
| 26 november 2016 «onderlinge duels» 18:00 (UTC+6:30) | Myanmar        | 1 – 0 | Maleisië | Thuwunna YTC Stadion, Yangon Toeschouwers: 32.758 Scheidsrechter: Yaqoob Abdul Baki |
| 26 november 2016 «onderlinge duels» 18:00 (UTC+6:30) | David Htan 89' |       |          | Thuwunna YTC Stadion, Yangon Toeschouwers: 32.758 Scheidsrechter: Yaqoob Abdul Baki |

## Knock-outfase
|  | Halve finale (3–8 december) | Halve finale (3–8 december) | Halve finale (3–8 december) | Halve finale (3–8 december) | Halve finale (3–8 december) |   |         | Finale (14–17 december) | Finale (14–17 december) | Finale (14–17 december) | Finale (14–17 december) | Finale (14–17 december) |
|  |                             |                             |                             |                             |                             |   |         |                         |                         |                         |                         |                         |
|  | B1                          | Indonesië                   | 2                           | 2                           | 4                           |   |         |                         |                         |                         |                         |                         |
|  | A2                          | Vietnam                     | 1                           | 2                           | 3                           |   |         |                         |                         |                         |                         |                         |
|  | A2                          | Vietnam                     | 1                           | 2                           | 3                           |   | H1      | Indonesië               | 2                       | 0                       | 2                       |                         |
|  |                             |                             |                             |                             |                             |   | H1      | Indonesië               | 2                       | 0                       | 2                       |                         |
|  |                             | H2                          | Thailand                    | 1                           | 2                           | 3 |         |                         |                         |                         |                         |                         |
|  | A1                          | H2                          | Thailand                    | 1                           | 2                           | 3 | Myanmar | 0                       | 0                       | 0                       |                         |                         |
|  | A1                          |                             |                             |                             |                             |   | Myanmar | 0                       | 0                       | 0                       |                         |                         |
|  | B2                          | Thailand                    | 2                           | 4                           | 6                           |   |         |                         |                         |                         |                         |                         |

### Halve finale
Eerste wedstrijd
|                                                  |                            |       |                  |                                                                             |
| 3 december 2016 «onderlinge duels» 19:00 (UTC+7) | Indonesië                  | 2 – 1 | Vietnam          | Pakansaristadion, Bogor Toeschouwers: 30.000 Scheidsrechter: Jarred Gillett |
| 3 december 2016 «onderlinge duels» 19:00 (UTC+7) | Hansamu 6' Boaz 49' (pen.) |       | 17' (pen.) Quyết | Pakansaristadion, Bogor Toeschouwers: 30.000 Scheidsrechter: Jarred Gillett |

|                                                     |         |                   |          |                                                                          |
| 4 december 2016 «onderlinge duels» 18:00 (UTC+6:30) | Myanmar | 0 – 2             | Thailand | Thuwunnastadion, Yangon Toeschouwers: 33.122 Scheidsrechter: Aziz Asimov |
| 4 december 2016 «onderlinge duels» 18:00 (UTC+6:30) |         | 22', 54' Teerasil |          | Thuwunnastadion, Yangon Toeschouwers: 33.122 Scheidsrechter: Aziz Asimov |

Tweede wedstrijd
|                                                  |                      |              |                                  |                                                                               |
| 7 december 2016 «onderlinge duels» 19:00 (UTC+7) | Vietnam              | 2 – 2 (n.v.) | Indonesië                        | Mỹ Đình Nationaal Stadion, Hanoi Toeschouwers: 40.000 Scheidsrechter: Fu Ming |
| 7 december 2016 «onderlinge duels» 19:00 (UTC+7) | Thanh 83' Tuấn 90+4' |              | 54' Lilipaly 97' (pen.) Lestusen | Mỹ Đình Nationaal Stadion, Hanoi Toeschouwers: 40.000 Scheidsrechter: Fu Ming |

|                                                  |                                                            |       |         |                                                                                  |
| 8 december 2016 «onderlinge duels» 19:00 (UTC+7) | Thailand                                                   | 4 – 0 | Myanmar | Rajamangalastadion, Bangkok Toeschouwers: 43.638 Scheidsrechter: Adham Makhadmeh |
| 8 december 2016 «onderlinge duels» 19:00 (UTC+7) | Sarawut 33' Theerathon 65' (pen.) Siroch 75' Chanathip 83' |       |         | Rajamangalastadion, Bangkok Toeschouwers: 43.638 Scheidsrechter: Adham Makhadmeh |

### Finale
Eerste wedstrijd
|                                                   |                       |       |              |                                                                          |
| 14 december 2016 «onderlinge duels» 19:00 (UTC+7) | Indonesië             | 2 – 1 | Thailand     | Pakansaristadion, Bogor Toeschouwers: 30.000 Scheidsrechter: Jumpei Iida |
| 14 december 2016 «onderlinge duels» 19:00 (UTC+7) | Rizky 65' Hansamu 70' |       | 32' Teerasil | Pakansaristadion, Bogor Toeschouwers: 30.000 Scheidsrechter: Jumpei Iida |

Tweede wedstrijd
|                                                   |                 |       |           |                                                                                 |
| 17 december 2016 «onderlinge duels» 19:00 (UTC+7) | Thailand        | 2 – 0 | Indonesië | Rajamangalastadion, Bangkok Toeschouwers: 48.000 Scheidsrechter: Abdulla Hassan |
| 17 december 2016 «onderlinge duels» 19:00 (UTC+7) | Siroch 37', 47' |       |           | Rajamangalastadion, Bangkok Toeschouwers: 48.000 Scheidsrechter: Abdulla Hassan |

Thailand wint met 3–2 over 2 wedstrijden.
| Winnaar AFF Championship 2016 |
| ----------------------------- |
|                               |
| Thailand Vijfde titel         |

## Toernooiranglijst

Landen op dit toernooi.
Finale
Halve finale
Groepsfase

| Rank                              | Team       | Gsp | W | G | V | DV | DT | DS | Pnt |
| --------------------------------- | ---------- | --- | - | - | - | -- | -- | -- | --- |
|                                   | Thailand   | 7   | 6 | 0 | 1 | 13 | 4  | +9 | 18  |
|                                   | Indonesië  | 7   | 3 | 2 | 2 | 12 | 13 | −1 | 11  |
| Uitgeschakeld in de halve finales |            |     |   |   |   |    |    |    |     |
| 3                                 | Vietnam    | 5   | 3 | 1 | 1 | 8  | 6  | +2 | 10  |
| 4                                 | Myanmar    | 5   | 2 | 0 | 3 | 5  | 9  | −4 | 6   |
| Uitgeschakeld in de groepsfase    |            |     |   |   |   |    |    |    |     |
| 5                                 | Maleisië   | 3   | 1 | 0 | 2 | 3  | 4  | −1 | 3   |
| 6                                 | Filipijnen | 3   | 0 | 2 | 1 | 2  | 3  | −1 | 2   |
| 7                                 | Singapore  | 3   | 0 | 1 | 2 | 1  | 3  | −2 | 1   |
| 8                                 | Cambodja   | 3   | 0 | 0 | 3 | 4  | 8  | −4 | 0   |

## Doelpuntenmakers
6 doelpunten
- Teerasil Dangda

3 doelpunten
- Boaz Solossa
- Sarawut Masuk
- Siroch Chatthong

2 doelpunten
- Chan Vathanaka
- Hansamu Yama
- Stefano Lilipaly

- Mohd Amri Yahyah
- Aung Thu
- Zaw Min Tun

- Lê Công Vinh
- Nguyễn Văn Quyết

1 doelpunt
- Chrerng Polroth
- Sos Suhana
- Andik Vermansyah
- Fachrudin Aryanto
- Lerby Eliandry
- Manahati Lestusen

- Rizky Pora
- Syazwan Zainon
- David Htan
- Misagh Bahadoran
- Phil Younghusband
- Khairul Amri

- Chanathip Songkrasin
- Peerapat Notchaiya
- Theerathon Bunmathan
- Nguyễn Trọng Hoàng
- Vũ Minh Tuấn
- Vũ Văn Thanh

Eigen doelpunt
- Nub Tola (Tegen Vietnam)